# Liga de Ascenso de Panamá
La Liga de Ascenso (conocida popularmente conocida como Liga Nacional de Ascenso o por sus siglas LNA) fue el campeonato de segunda división de Panamá, que contaba con el respaldo y el aval de la Federación Panameña de Fútbol, sus torneos eran disputados por clubes afiliados a dicha Federación. Al igual que la antigua Liga Panameña de Fútbol (Liga LPF hoy en día), se jugó en dos torneos por año, el Apertura y el Clausura y cada uno coronaba un campeón. Hoy en día es conocida como Liga Prom. 
El torneo se inició en 1997 y todos los años un equipo descendía y el otro ascendía, el campeón era ascendido a la antigua Liga Panameña de Fútbol y el último en la tabla general era relegado a la Copa Rommel Fernández. Entre el 2008 hasta el 2009 el campeón jugaba una final contra el último en la tabla general de la Liga Panameña de Fútbol a fin de obtener la promoción, pero desde el 2011 la subida y bajada de categoría fue directa.

## Sistema de competición
El torneo se juega paralelo a la Liga Panameña de Fútbol, se desarrolla a una vuelta todos contra todos (Partido único), y se divide en torneo Apertura y Clausura. El equipo que ascenderá sale luego de los campeonatos Apertura y Clausura, es decir, si el campeón es el mismo en los dos torneos sube automáticamente a la máxima categoría y si los campeones son diferentes deberán disputar un partido entre ambos y el ganador ascenderá a la Liga Panameña de Fútbol.

## Historia
La segunda división de Panamá esta se caracteriza por ser la liga de ascenso al fútbol de Primera división. Inicio en el año de 1997 cuando el fútbol panameños iba creciendo y más clubes se interesaban por el torneo. Desde esa fecha ha sido el trampolín para que los clubes suban a la Liga Panameña de Fútbol. Este torneo se dejó de hacer en el 2007 por motivo económicos de algunos clubes, pero para el año 2008 volvió a reformarse.
El primero en Ascender fue Sporting 89 quedando campeón y el Chorrillo FC quedó subcampeón. Mucho de los clubes que juegan en la Liga Panameña de Fútbol han pasado por la Liga Nacional de Ascenso. Para la temporada 2009 se incrementó la cantidad de equipo a diez, y para este año si hubo una oportunidad de ascenso y descenso, el que asciende va para la Liga Panameña de Fútbol y el que desciende va para Copa Rommel Fernández. Se espera que con la nueva idea de la Federación Panameña de Fútbol, de profesionalizar la Liga, la Segunda División de Panamá de buenos resultados y en la cual sea una vitrina para los jugadores que allí se destacan.

### Cambios 2009 - 2018
En el segundo semestre del año 2009 se le cambia el nombre de Primera A por el de Liga Nacional de Ascenso o sus siglas LNA, al igual que la LPF o Liga Panameña de Fútbol, por lo tanto ese años hubo ascenso con repechaje pero para el 2011 la subida y bajada de categoría será directa.  En una reunión de la federación con la presencia de los diez clubes afiliados y el presidente de la Federación Panameña de Fútbol, Ariel Alberto Alvarado recomendó que para el 2010 liga actué por separado, bajo la supervisión y legislación de la Fepafut.

### Cambios 2019-2020
En el segundo semestre del año 2019, se decide cambiar su nombre a Liga de Ascenso y comercialmente llamada Liga de Ascenso Cable Onda, por órdenes del Comité Ejecutivo bajo la dirección del presidente Manuel Arias de la Federación Panameña de Fútbol y el presidente de la Liga Panameña de Fútbol Mario Corro. 
A partir del año 2020, se cambia la sincronización de los torneos, pasando el Apertura a principios de año (enero-mayo) y el Clausura a final del mismo (julio-diciembre).

## Equipos participantes

### Temporada 2019-II
El total de equipos participantes en la temporada 2019-2020 de la Liga Ascenso LPF, es de nueve equipos.
Los participantes son: Azuero FC, SD Atlético Nacional, Colón C-3, CD Centenario, San Martín FC, SD Panamá Oeste, Champions Academy FC, Veraguas FC y San Antonio FC.
A continuación cómo se distribuyen estos equipos por ciudad.
| Equipos de la temporada 2019-20 | Equipos de la temporada 2019-20 | Equipos de la temporada 2019-20 | Equipos de la temporada 2019-20 | Equipos de la temporada 2019-20 |
| Equipo                          | Debut                           | Presencias                      | En 2ª desde                     | LPF                             |
| ------------------------------- | ------------------------------- | ------------------------------- | ------------------------------- | ------------------------------- |
| Atlético Nacional               | 2005-06                         | 10                              | 2017-18                         | 3                               |
| Azuero                          | 1998-99                         | 12                              | 2016-17                         | 0                               |
| Centenario                      | 2013-14                         | 7                               | 2013-14                         | 0                               |
| Colón C-3                       | 2010-11                         | 8                               | 2012-13                         | 1                               |
| Champions                       | 2019-II                         | 1                               | 2019-II                         | 0                               |
| Panamá Oeste                    | 2008-09                         | 11                              | 2008-09                         | 0                               |
| San Antonio                     | 2019-II                         | 1                               | 2019-II                         | 0                               |
| San Martín                      | 2018-19                         | 2                               | 2018-19                         | 0                               |
| Veraguas                        | 2016-17                         | 2                               | 2019-II                         | 0                               |

| \| Colón C-3 CD Centenario Champions FC SD Panamá Oeste SD Atlético Nacional San Martín FC San Antonio FC Veraguas FC Azuero FC \| |
| Colón C-3 CD Centenario Champions FC SD Panamá Oeste SD Atlético Nacional San Martín FC San Antonio FC Veraguas FC Azuero FC       |

Mapa: ubicación geográfica de los equipos por provincias en Panamá.
Nota: indicadas en negrita equipos debutantes en la competición.

## Historial de Campeones
| Temporada                      | Campeón                                                   | Resultado                                                 | Subcampeón                                                |
| Campeonato Nacional de Ascenso | Campeonato Nacional de Ascenso                            | Campeonato Nacional de Ascenso                            | Campeonato Nacional de Ascenso                            |
| ------------------------------ | --------------------------------------------------------- | --------------------------------------------------------- | --------------------------------------------------------- |
| 1989-1990                      | Panamá Viejo FC (1)                                       | 2-0                                                       | Los Toros de La Chorrera                                  |
| 1990-1991                      | Sporting Colón (1)                                        | 4-3                                                       | Universidad Tecnológica de Panamá                         |
| 1992                           | Universidad Tecnológica de Panamá (1)                     | 2-1                                                       | Río Mar                                                   |
| Primera A                      |                                                           |                                                           |                                                           |
| 1997                           | Sporting 89 (1)                                           | 2-1                                                       | Municipal Colón                                           |
| 1998                           | Municipal Colon (1)                                       | 3-2                                                       | Chorrillo FC                                              |
| 1999                           | Alianza FC (1)                                            | 1-0                                                       | Atlético Guadalupe                                        |
| 2000                           | Chorrillo FC (1)                                          | 2-1                                                       | CD Pan de Azúcar                                          |
| 2001                           | Primavera FC (1)                                          | 4-3                                                       | Expreso Bocas                                             |
| 2002                           | No hubo Torneo                                            | No hubo Torneo                                            | No hubo Torneo                                            |
| Apertura 2003                  | CD Pan de Azúcar (1)                                      | 4-3                                                       | CAI La Chorrera                                           |
| Clausura 2003                  | Colón River FC (1)                                        | 2-1                                                       | Río Abajo FC                                              |
| 2004                           | Atlético Chiriquí (1)                                     | 3-2                                                       | Sabanitas FC                                              |
| 2005                           | CD Policía Nacional (1)                                   | 1-0                                                       | Atalanta Jr.                                              |
| 2006                           | Chepo FC (1)                                              | 2-1                                                       | CD Pan de Azúcar                                          |
| 2007                           | No hubo Torneo                                            | No hubo Torneo                                            | No hubo Torneo                                            |
| Apertura 2008                  | AD Orión (1)                                              | 3-2                                                       | Chorrillito FC                                            |
| Clausura 2008                  | Río Abajo FC (1)                                          | 2-0                                                       | Chorrillito FC                                            |
| Apertura 2009                  | Río Abajo FC (2)                                          | 1-0                                                       | CA Independiente**                                        |
| Liga Nacional de Ascenso       |                                                           |                                                           |                                                           |
| Apertura 2009                  | AD Orión (2)                                              | 3-3 (5-3)                                                 | Río Abajo FC                                              |
| Clausura 2010                  | No hubo Torneo                                            | No hubo Torneo                                            | No hubo Torneo                                            |
| Apertura 2010                  | Colón C-3 (1)                                             | 2-0                                                       | Veraguas 2010                                             |
| Clausura 2011                  | SUNTRACS FC (1)                                           | 2-0                                                       | CA Independiente                                          |
| Apertura 2011                  | Río Abajo FC** (3)                                        | 1-0                                                       | Santa Gema FC                                             |
| Clausura 2012                  | CA Independiente (1)                                      | 2-1                                                       | Tierra Firme FC                                           |
| Apertura 2012                  | Millennium UP*                                            | 1-1 (4-3)                                                 | SD Atlético Nacional                                      |
| Clausura 2013                  | CA Independiente* (2)                                     | 0-0 (3-0)                                                 | Millennium UP                                             |
| Apertura 2013                  | Atlético Chiriquí (2)                                     | 1-0; 3-2                                                  | SD Atlético Nacional                                      |
| Clausura 2014                  | SUNTRACS FC (2)                                           | 0-0; 2-1                                                  | Atlético Chiriqui                                         |
| Apertura 2014                  | SD Atlético Nacional* (3)                                 | 1-0 (3-2)                                                 | SUNTRACS FC                                               |
| Clausura 2015                  | SUNTRACS FC (3)                                           |                                                           | Colón C-3 FC                                              |
| Apertura 2015                  | Santa Gema FC* (1)                                        | 2-2 (3-2)                                                 | Deportivo Municipal SM                                    |
| Clausura 2016                  | Atlético Veragüense (2)                                   | 1-0                                                       | Colón C-3 FC                                              |
| Apertura 2016                  | Costa del Este FC (1)                                     | 2-1                                                       | CA Independiente                                          |
| Clausura 2017                  | CA Independiente (2)                                      | 2-1                                                       | Deportivo Municipal SM                                    |
| Apertura 2017                  | Costa del Este FC (2)                                     | 3-2                                                       | SD Atlético Nacional                                      |
| Clausura 2018                  | Costa del Este FC (3)                                     | 1-0                                                       | CD Centenario                                             |
| Liga de Ascenso LPF            |                                                           |                                                           |                                                           |
| Apertura 2018                  | Leones de América (4)                                     |                                                           | Colón C-3 FC \|                                           |
| Clausura 2019                  | Atlético Chiriqui (3)                                     | 2-1                                                       | SD Atlético Nacional                                      |
| Apertura 2019                  | SD Atlético Nacional (3)                                  | 2-0                                                       | Azuero FC                                                 |
| Apertura 2020                  | No se realizó el torneo por reestructuración de la liga.  | No se realizó el torneo por reestructuración de la liga.  | No se realizó el torneo por reestructuración de la liga.  |
| Clausura 2020                  | El torneo se canceló por motivos de la pandemia Covid-19. | El torneo se canceló por motivos de la pandemia Covid-19. | El torneo se canceló por motivos de la pandemia Covid-19. |

 Nota: 
[*] Serie definida en penales.
[**] Serie definida en tiempo extra

### Clubes con más títulos
| Club                                            | Títulos | Subtítulos | Años Campeón                   | Años Subcampeón                |
| ----------------------------------------------- | ------- | ---------- | ------------------------------ | ------------------------------ |
| SUNTRACS F.C. / Leones de América / Veraguas FC | 4       | 1          | C-2011, C-2014, C-2015, A-2018 | A-2014                         |
| CA Independiente                                | 3       | 4          | C-2012, C-2013, C-2017         | A-2013, A-2009, C-2011, A-2016 |
| SD Atlético Nacional                            | 3       | 4          | 2005, A-2014, A-2019           | A-2012, A-2013, A-2017, C-2019 |
| Río Abajo FC                                    | 3       | 2          | C-2008, A-2009, A-2011         | C-2003, A-2009                 |
| Atlético Chiriquí                               | 3       | 1          | 2004, A-2013, C-2019           | C-2014                         |
| Costa del Este FC                               | 3       | 0          | A-2016, A-2017, C-2018         | -                              |
| Atlético Veragüense †                           | 2       | 0          | 2001, C-2016                   | -                              |
| AD Orión                                        | 2       | 0          | A-2008, A-2009                 | -                              |
| Colón C3                                        | 1       | 3          | A-2010                         | C-2015, C-2016, A-2018         |
| Deportivo Municipal San Miguelito †             | 1       | 3          | A-2012                         | C-2013, A-2015, C-2017         |
| CD Pan de Azúcar                                | 1       | 2          | A-2003                         | 2000, 2006                     |
| Chorrillo FC †                                  | 1       | 1          | 2000                           | 1998                           |
| Santa Gema FC †                                 | 1       | 1          | A-2015                         | A-2011                         |
| Atlético Municipal Colón †                      | 1       | 1          | 1998                           | 1997                           |
| Alianza FC                                      | 1       | 0          | 1999                           | -                              |
| Sporting San Miguelito                          | 1       | 0          | 1997                           | -                              |
| Colón River FC †                                | 1       | 0          | C-2003                         | -                              |
| Chepo FC †                                      | 1       | 0          | 2006                           | -                              |
| SD Panamá Oeste                                 | 0       | 2          | -                              | A-2008, C-2008                 |
| Azuero FC                                       | 0       | 1          | -                              | A-2019                         |
| Tierra Firme FC                                 | 0       | 1          | -                              | C-2012                         |
| CD Centenario                                   | 0       | 1          | -                              | C-2018                         |
| Atlético Guadalupe †                            | 0       | 1          | -                              | 1999                           |
| Expreso Bocas †                                 | 0       | 1          | -                              | 2001                           |
| Sabanitas FC †                                  | 0       | 1          | -                              | 2004                           |
| CD Atalanta †                                   | 0       | 1          | -                              | 2005                           |
| Veraguas 2010 †                                 | 0       | 1          | -                              | A-2010                         |

#### Promoción LPF - LNA
| Temporada | Equipo de la LPF | Global | Equipo de la LNA | Ida | Vuelta |
| --------- | ---------------- | ------ | ---------------- | --- | ------ |
| 2008      | CD Plaza Amador  | 3:2    | Río Abajo FC     | 2:2 | 1:0    |
| 2009      | Alianza FC       | 2:1    | Río Abajo FC     | 1:1 | 1:0    |

#### Definición del Ascenso a la Primera División
| Temporada | Campeón Apertura                                    | Resultado                                           | Campeón Clausura                                    | Ascendió                                            |
| --------- | --------------------------------------------------- | --------------------------------------------------- | --------------------------------------------------- | --------------------------------------------------- |
| 2010-2011 | Colón C-3                                           | 2-0                                                 | SUNTRACS FC                                         | Colón C-3                                           |
| 2011-2012 | Río Abajo FC                                        | 4-2                                                 | CA Independiente                                    | Río Abajo FC                                        |
| 2012-2013 | Millennium UP                                       | 3-4                                                 | CA Independiente                                    | CA Independiente                                    |
| 2013-2014 | Atlético Chiriquí                                   | 1-0                                                 | SUNTRACS FC                                         | Atlético Chiriquí                                   |
| 2014-2015 | SD Atlético Nacional                                | 3-0                                                 | SUNTRACS FC                                         | SD Atlético Nacional                                |
| 2015-2016 | Santa Gema FC                                       | 0-0 (3-0)                                           | Millennium UP                                       | Santa Gema FC                                       |
| 2016-2017 | Costa del Este FC                                   | 1-2                                                 | CA Independiente                                    | CA Independiente                                    |
| 2017-2018 | Costa del Este FC                                   | No hubo partido                                     | Costa del Este FC                                   | Costa del Este FC                                   |
| 2018-2019 | Leones de América                                   | 1-2                                                 | Atlético Chiriquí                                   | Atlético Chiriquí                                   |
| 2020-2022 | No habrá ascenso/descenso durante estas temporadas. | No habrá ascenso/descenso durante estas temporadas. | No habrá ascenso/descenso durante estas temporadas. | No habrá ascenso/descenso durante estas temporadas. |